# Oxyrhachis rufula
Oxyrhachis rufula är en insektsart som beskrevs av Capener 1962. Oxyrhachis rufula ingår i släktet Oxyrhachis och familjen hornstritar. Inga underarter finns listade i Catalogue of Life.